# 스노 패트롤
스노 패트롤(Snow Patrol)은 1994년 던디 대학교에서 결성된 북아일랜드와 스코틀랜드 출신의 록 밴드이다. 구성원으로 개리 라이트바디 (보컬, 기타), 조니 퀸 (드럼), 내이썬 코널리 (기타, 백킹 보컬), 폴 윌슨(베이스 기타, 백킹 보컬), 톰 심슨 (키보드)이 있다. 인디 록 밴드로서 Electric Honey와 Jeepster 같은 독립 레이블에서 발매한 EP Starfighter Pilot (1997년)과 두 장의 스튜디오 앨범, Songs for Polarbears (1998년), When It's All Over We Still Have to Clear Up (2001년)은 상업적으로 성공적이지 못했다. 그 후, 2002년 영국의 메이저 레이블인 Polydor Records와 계약을 한다.
2003년 첫 메이저 데뷔 앨범인 Final Straw를 내놓으며 큰 주목을 받는다. 영국에서 150만장이, 월드와이드로는 300만장이 팔렸다. 2006년 네 번째 스튜디오 앨범 Eyes Open과 싱글 "Chasing Cars"로 인해 전 세계적으로 인기를 얻게 된다. 이 앨범은 UK 앨범 차트 1위에 오르고, 그 해 영국에서 가장 많이 팔린 앨범이며, 전 세계적으로 6백만장이 넘는 판매고를 올린다. 2008년에는 다섯 번째 스튜디오 앨범 A Hundred Million Suns를 내놓고, 다음 해인 2009년 컴필레이션 앨범인 Up to now를 발매했다. 2011년 여섯번째 앨범 Fallen Empire를 발매했다.
Snow Patrol의 앨범들은 Final Straw 이후 전 세계적으로 천만장이 팔렸다.

## 멤버
- 개리 라이트바디 - 리드 보컬, 기타
- 네이단 코널리 - 기타, 배킹 보컬
- 조니 맥데이드- 키보드

### 이전 멤버
- 톰 심슨 - 키보드
- 마크 맥클레렌드 - 베이스, 키보드
- 마이클 모리슨- 드럼
- 조니 퀸 - 드럼, 퍼커션
- 폴 윌슨 - 베이스

## 음반 목록

### 정규 음반
- 《Songs for Polarbears》(1998년)
- 《When It's All Over We Still Have to Clear Up》(2001년)
- 《Final Straw》(2003년)
- 《Eyes Open》(2006년)
- 《A Hundred Million Suns》(2008년)
- 《Fallen Empires》(2011년)
- 《Wildness》(2018년)
- 《The Forest Is the Path》(2024년)

### EP
- 《The Yogurt vs. Yogurt Debate》(1995년)
- 《Starfighter Pilot》(1997년)
- 《Sessions@AOL》(2004년)
- 《Live and Acoustic at Park Ave.》(2005년)
- 《Sessions@AOL》(2006년)
- 《iTunes Live from London》(2009년)
- 《iTunes Live: London Festival '09》(2009년)